# My Own Private Alaska
My Own Private Alaska — группа из Франции, играющая в стиле скримо, экспериментальная музыка. Отличаются тем, что у группы нет гитары, а в состав входят пианист, барабанщик и вокалист. В 2008 году вышел их первый демо-альбом, который называется MOPA. Примечательно, что за глаза группу окрестили «три сидящих музыканта», которые исполняют музыку исключительно сидя. В 2010 году у группы вышел альбом под названием Amen. В апреле 2011 года у группы вышел акустический альбом под названием The Red Sessions.
Музыканты скрывают свои имена: Т. — пианино, Y. — ударные, M. — вокал. Но всё же стали известны их настоящие имена: Tristan, Yohan Hennequin, Matthieu Miègeville.
В августе 2014 года на своей странице в Facebook группа объявила о прекращении своей деятельности и поблагодарила фанатов за то, что они поддерживали MOPA все это время.
В 2020 году группа объявила о воссоединении. В сентябре 2020 планировались концерты в Украине, Беларуси и России. Позже даты тура были перенесены на 2021 год.
17 декабря 2020 года группа опубликовала клип на новую песню Your Shelter.

## Дискография
2007 — MOPA (EP)
1. Die For Me (If I Say Please)
2. Page Of A Dictionary
3. Ego Zero
4. Kill Me Twice
5. I Am An Island
6. First Steps

2010 — Amen
1. Anchorage
2. After You
3. Die For Me
4. Broken Army
5. Where Did You Sleep Last Night?
6. I Am An Island
7. Amen
8. Kill Me Twice
9. Page Of A Dictionary
10. Just Like You And I
11. Ode To Silence

2011 — The Red Sessions (EP)
1. Red
2. After You
3. Where Did You Sleep Last Night
4. Die For Me
5. Anchorage
6. I Am An Island
7. Amen
8. Just Like You

2011 — A Red Square Sun (EP)
1. There Will Be No One
2. Speak To Me
3. Red

2021 — Let This Rope Cross All the Lands (EP)
1. Your Shelter
2. There Will Be No One
3. Red
4. Speak To Me
5. Ego Zero

2024 - All The Lights On
1. From Gold To Stones
2. Ka Ora
3. Innocent Innocent
4. We'll All Die (But You'll Die First)
5. Touch Again
6. Burn, And Light The Way
7. Question Mark
8. All The Lights On

Синглы
1. Speak To Me (2011)
2. There Will Be No One (2011)
3. Your Shelter (Wind Session) (2020)
4. Ka Ora (2024)